# Schi fond la Jocurile Olimpice de iarnă din 2018 - sprint liber echipe (masculin)
Proba de schi fond, sprint liber echipe masculin de la Jocurile Olimpice de iarnă din 2018 de la Pyeongchang, Coreea de Sud a avut loc pe 21 februarie 2018 la Alpensia Cross-Country Skiing Centre.

## Program
Orele sunt orele Coreei de Sud (ora României + 7 ore).
| Dată         | Ora         | Rundă      |
| ------------ | ----------- | ---------- |
| 21 februarie | 17:00-18:30 | Semifinale |
| 21 februarie | 19:30       | Finala     |

## Rezultate
C — calificată pentru finală
LL — lucky loser

### Semifinale
| Loc | Seria | Număr de concurs | Țară                         | Sportivi                                      | Timp     | Note |
| --- | ----- | ---------------- | ---------------------------- | --------------------------------------------- | -------- | ---- |
| 1   | 1     | 15               | Sportivii Olimpici ai Rusiei | Denis Spitsov Aleksandr Bolshunov             | 15:58,84 | C    |
| 2   | 1     | 16               | Suedia                       | Marcus Hellner Calle Halfvarsson              | 15:58,99 | C    |
| 3   | 1     | 19               | Germania                     | Sebastian Eisenlauer Thomas Bing              | 16:00,55 | LL   |
| 4   | 1     | 18               | Finlanda                     | Martti Jylhä Ristomatti Hakola                | 16:01,41 | LL   |
| 5   | 1     | 20               | Cehia                        | Martin Jakš Aleš Razým                        | 16:08,78 | LL   |
| 6   | 1     | 17               | Marea Britanie               | Andrew Musgrave Andrew Young                  | 16:30,62 |      |
| 7   | 1     | 21               | Belarus                      | Michail Semenov Yury Astapenka                | 16:32,31 |      |
| 8   | 1     | 22               | Austria                      | Bernhard Tritscher Dominik Baldauf            | 16:43,69 |      |
| 9   | 1     | 24               | România                      | Paul Constantin Pepene Alin Florin Cioancă    | 16:52,38 |      |
| 10  | 1     | 25               | Spania                       | Imanol Rojo Martí Vigo del Arco               | 16:59,83 |      |
| 11  | 1     | 26               | Slovenia                     | Miha Šimenc Janez Lampič                      | 17:24,79 |      |
| 12  | 1     | 28               | Lituania                     | Mantas Strolia Modestas Vaičiulis             | 17:41,73 |      |
| 13  | 1     | 27               | Coreea de Sud                | Kim Magnus Kim Eun-ho                         | 17:56,71 |      |
| 14  | 1     | 23               | Turcia                       | Ömer Ayçiçek Hamza Dursun                     | 18:45,78 |      |
| 1   | 2     | 1                | Norvegia                     | Martin Johnsrud Sundby Johannes Høsflot Klæbo | 16:03,97 | C    |
| 2   | 2     | 4                | Franța                       | Maurice Manificat Richard Jouve               | 16:04,45 | C    |
| 3   | 2     | 6                | Statele Unite ale Americii   | Erik Bjornsen Simi Hamilton                   | 16:04,69 | LL   |
| 4   | 2     | 3                | Italia                       | Dietmar Nöckler Federico Pellegrino           | 16:07,19 | LL   |
| 5   | 2     | 7                | Canada                       | Len Väljas Alex Harvey                        | 16:07,24 | LL   |
| 6   | 2     | 2                | Elveția                      | Roman Furger Dario Cologna                    | 16:10,52 |      |
| 7   | 2     | 10               | Polonia                      | Dominik Bury Maciej Staręga                   | 16:21,83 |      |
| 8   | 2     | 5                | Kazahstan                    | Denis Volotka Alexey Poltoranin               | 16:30,10 |      |
| 9   | 2     | 8                | Estonia                      | Marko Kilp Karel Tammjärv                     | 16:30,30 |      |
| 10  | 2     | 11               | Ucraina                      | Andrii Orlyk Oleksii Krasovskyi               | 17:32,50 |      |
| 11  | 2     | 12               | Slovacia                     | Peter Mlynár Andrej Segeč                     | 17:34,12 |      |
| 12  | 2     | 9                | Bulgaria                     | Yordan Chuchuganov Veselin Tzinzov            | 17:38,26 |      |
| 13  | 2     | 13               | Australia                    | Callum Watson Phillip Bellingham              | 17:38,36 |      |
| 14  | 2     | 14               | China                        | Wang Qiang Sun Qinghai                        | 18:11,95 |      |

### Finala
Finala a început la ora 19:30.
| Loc | Număr de concurs | Țară                         | Sportivi                                      | Timp     | Deficit |
| --- | ---------------- | ---------------------------- | --------------------------------------------- | -------- | ------- |
| 1   | 1                | Norvegia                     | Martin Johnsrud Sundby Johannes Høsflot Klæbo | 15:56,26 | —       |
| 2   | 15               | Sportivii Olimpici ai Rusiei | Denis Spitsov Aleksandr Bolshunov             | 15:57,97 | +1,71   |
| 3   | 4                | Franța                       | Maurice Manificat Richard Jouve               | 15:58,28 | +2,02   |
| 4   | 16               | Suedia                       | Marcus Hellner Calle Halfvarsson              | 15:59,33 | +3,07   |
| 5   | 3                | Italia                       | Dietmar Nöckler Federico Pellegrino           | 16:14,81 | +18,55  |
| 6   | 6                | Statele Unite ale Americii   | Erik Bjornsen Simi Hamilton                   | 16:16,98 | +20,72  |
| 7   | 20               | Cehia                        | Martin Jakš Aleš Razým                        | 16:24,83 | +28,57  |
| 8   | 7                | Canada                       | Len Väljas Alex Harvey                        | 16:31,86 | +35,60  |
| 9   | 18               | Finlanda                     | Martti Jylhä Ristomatti Hakola                | 16:32,30 | +36,04  |
| 10  | 19               | Germania                     | Sebastian Eisenlauer Thomas Bing              | 16:42,20 | +45,94  |